# Giải Eisner
The Will Eisner Comic Industry Awards hay còn viết ngắn gọn là Eisner Award, được trao cho những thành tựu sáng tạo trong lĩnh vực truyện tranh của Mỹ, giải thưởng này đôi khi cũng được so sánh như giải Oscar dành cho lĩnh vực truyện tranh. Giải thưởng này lần đầu tiên xuất hiện vào năm 1988, tạo ra như để thay thế cho giải Kirby Award - 1 giải thưởng cũng cho lĩnh vực truyện tranh bị ngừng lại sau năm 1987. Giải thưởng lấy tên của nhà văn, họa sĩ Will Eisner - người đã tiên phong cho ngành công nghiệp truyện tranh. Ông thường xuyên là khách mời quan trọng tham gia trong lễ trao giải cho đến tận khi qua đời vào năm 2005.
Ứng cử viên cho mỗi hạng mục của giải thưởng được công bố bởi hội đồng giám khảo gồm 5 người, sau đó được bình chọn bởi các chuyên gia về lĩnh vực truyện tranh và được công bố vào tháng 7 tại Comic-Con International (San Diego, California).